# اوهارا، اوکایاما
اوهارا، اوکایاما (به لاتین: Ōhara) یک منطقهٔ مسکونی در ژاپن است که در ناحیه چوگوکو واقع شده‌است. اوهارا ۴٬۶۳۰ نفر جمعیت دارد.

## نگارخانه

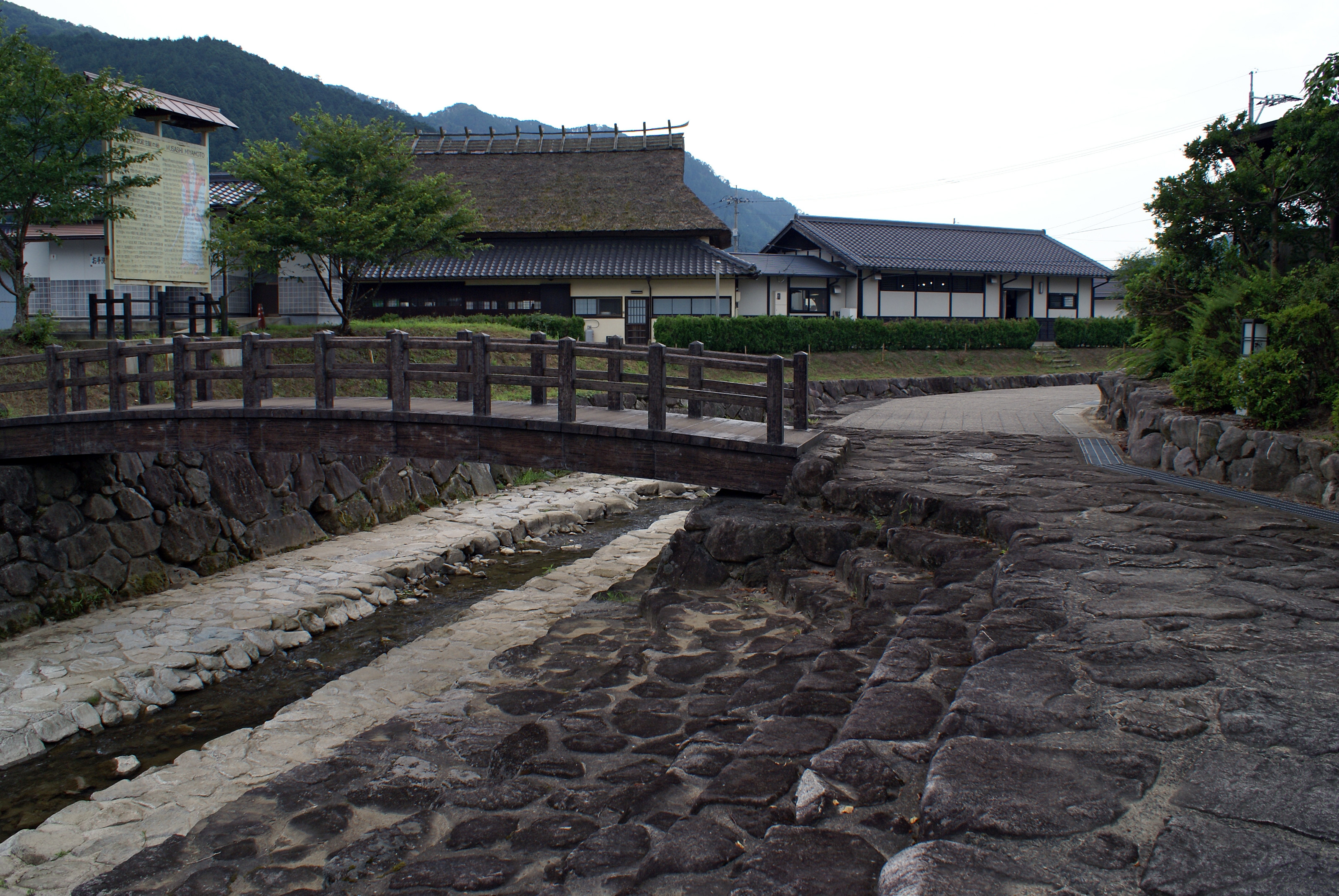
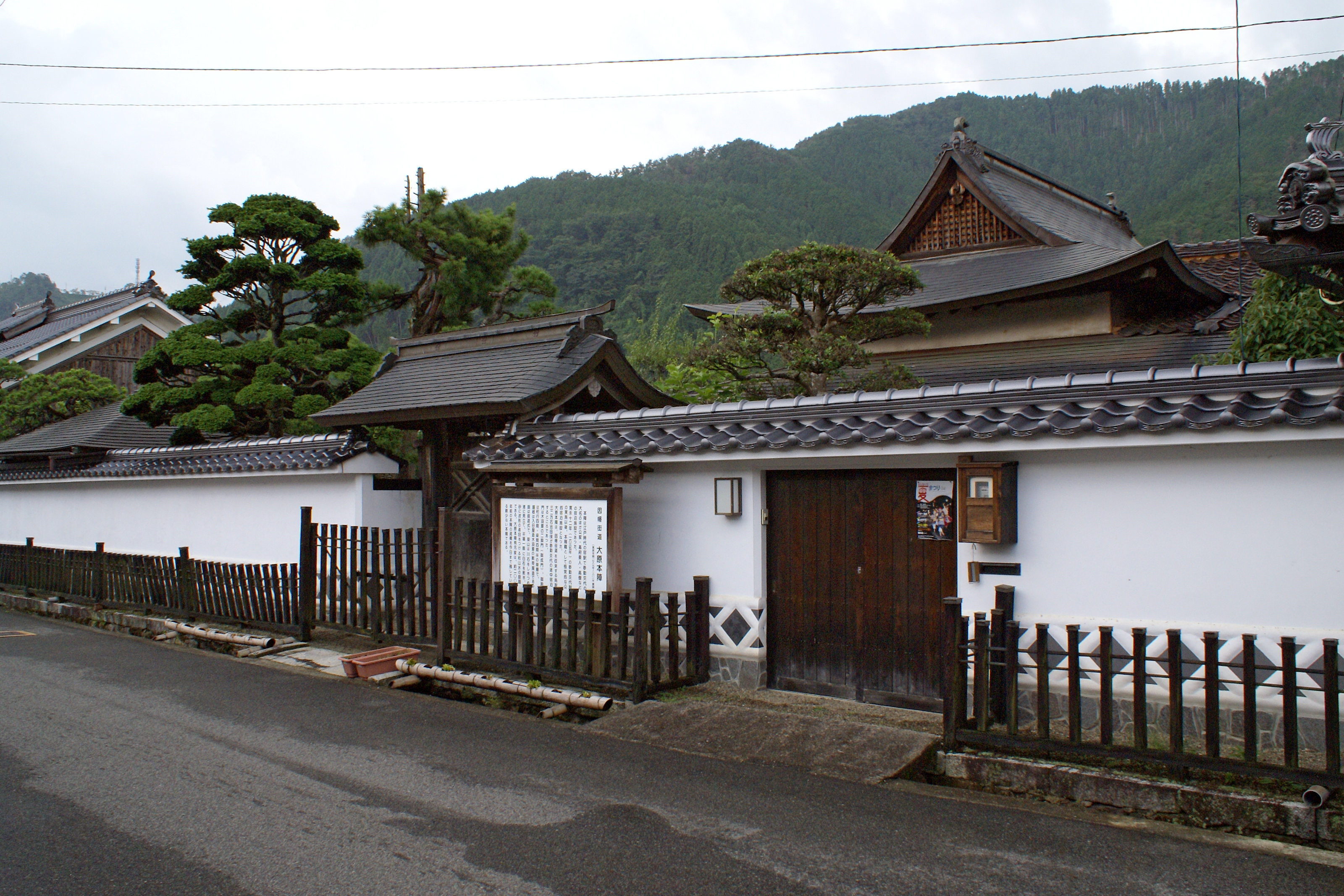